# Mitsuko Uchida
Mitsuko Uchida (内田光子 Uchida Mitsuko?) (Tokio, Japón, 20 de diciembre de 1948) es una pianista y directora de música clásica. Nacida en Japón y naturalizada en Gran Bretaña, es especialmente conocida por sus interpretaciones de Mozart y Schubert.
Ha hecho aparición junto a muchas orquestas de renombre, ha grabado un amplio repertorio con varios sellos discográficos, ha ganado numerosos premios y honores (incluyendo el título de dama comendadora de la Orden del Imperio Británico en 2009), y desde 2013 ha sido Directora Artística del Festival y escuela de música de Marlboro, la única música que ha sido exclusivamente directora artística desde el cofundador Rudolf Serkin. Además, también ha dirigido varias orquestas importantes.

## Carrera
Nacida en Atami, un pueblo costero cercano a Tokio, Japón, Uchida se mudó a Viena, Austria cuando tenía doce años con sus padres, que eran diplomáticos. Se matriculó en la Universidad de Música y Arte Dramático de Viena para estudiar con Richard Hauser, y luego más tarde con Wilhelm Kempff y Stefan Askenase, y permaneció en Viena para estudiar cuando su padre fue trasladado a Japón cinco años después. Uchida dio su primer recital vienés a la edad de 14 años en el Musikverein de Viena. También estudió con Maria Curcio, la última y favorita alumna de Artur Schnabel.
En 1969 ganó el primer premio del Concurso Internacional de Piano Beethoven de Viena y en 1970 el segundo del Concurso de Piano Frédéric Chopin. Más tarde, en 1975, obtuvo también el segundo premio del Concurso de Piano de Leeds.
En 1998 Uchida fue la directora musical del Festival de Música de Ojai en colaboración con el director y violinista David Zinman.
En 1999 se convirtió en la directora artística de la Escuela de Música y del Festival de Marlboro junto con el pianista Richard Goode. Desde 2013 ha pasado a ser la única directora artística. También ha dirigido varias orquestas relevantes.
Es una famosa intérprete de las obras de Mozart, Beethoven, Schubert, Chopin, Debussy y Schoenberg. Ha grabado todas las sonatas (un proyecto que ganó el Premio Gramophone en 1989) y conciertos para piano de Mozart con la Orquesta Inglesa de Cámara, dirigida por Jeffrey Tate. Su grabación del Concierto para Piano de Schoenberg con Pierre Boulez ganó otro Premio Gramophone. Uchida destaca por sus grabaciones de los conciertos para piano completos de Beethoven con Kurt Sanderling en la batuta, las últimas sonatas para piano de Beethoven y un ciclo de piano de Schubert. También es una reputada intérprete de las obras de la Segunda Escuela de Viena.
Del 2002 al 2007 fue artista en residencia de la Orquesta de Cleveland, donde dirigió actuaciones de todos los conciertos para piano de Mozart. También ha dirigido la Orquesta de Cámara Inglesa, desde el teclado.
Ha actuado con la soprano Felicity Lott y la Orquesta de Cleveland en la temporada 2005-2006.
Pertenece al consejo administrativo de la Fundación Borletti-Buitoni, una organización que ayuda a los artistas jóvenes a desarrollar su carrera profesional y a fomentar su proyección internacional.
Su grabación 2009 de los conciertos para piano de Mozart n.º 23 y 24, en la cual también dirigió la Orquesta de Cleveland e interpretó la parte solista, ganó el Premio Grammy en 2011. Esta grabación fue el comienzo de un proyecto para grabar todos los conciertos de piano de Mozart por segunda vez, dirigiendo la Orquesta de Cleveland desde el piano. Otras grabaciones para este proyecto se publicaron en 2011, 2012 y 2014.
Por su destacada carrera fue elegida como la pianista en residencia con la Filarmónica de Berlín en su temporada 2009-2010 y, con esta orquesta de importancia tan sobresaliente a nivel mundial, grabó los cinco conciertos para piano de Ludwig Van Beethoven y el concierto para piano de Robert Schumann.
Mitsuko es una de las grandes intérpretes de nuestra era, reconocida a nivel mundial por su cultura y conocimiento en todo lo referente al mundo de la música y con una técnica impresionante, lleva el virtuosismo en el piano a otro nivel.
Uchida también aporta fondos a la institución Borletti-Buitoni Trust, una organización creada para ayudar a los jóvenes artistas a desarrollar y mantener sus carreras internacionales.
En 2012, recibió la Medalla de Oro de la Royal Philharmonic Society (en 2003 ya había recibió el premio anual Music Award de la Society); entre los ganadores anteriores se encuentran Johannes Brahms (1877), Frederick Delius y Sir Edward Elgar (1925), Richard Strauss (1936), Igor Stravinsky (1954), Benjamin Britten y Leonard Bernstein (1987).
Su actuación de 2015 con la Orquesta de Cleveland suscitó este comentario del periódico Cleveland Plain Dealer:

Llámalo la marca de un maestro. Justo cuando Mitsuko Uchida empezaba a parecer predecible, la diosa de la pureza, la pianista va y exhibe otra persona por completo. Interpretando a Mozart de nuevo con la Orquesta de Cleveland el jueves, la pianista-directora obsequió a los oyentes con una versión más fuerte, más vigorosa de su arte. Más que solo la dirección de las cuerdas, reorganizó, de una manera refrescante, su propio sonido.

Actualmente, Uchida reside en Londres con su compañero Robert Cooper, quien ocupa el puesto de director general para Asuntos Exteriores de la Secretaría General de la Unión Europea.

## Premios y reconocimientos
- 1986 – Premio de música Suntory.[cita requerida]
- 1989 – Premio Gramophone a la Mejor Grabación Instrumental, por su conjunto completo de las Sonatas para Piano de Wolfgang Amadeus Mozart
- 2001 – Nombrada Honoraria Comendadora de la Orden del Imperio Británico (CBE). En ese momento, el premio era honorario porque aún no era ciudadana del Reino Unido.[14]
- 2001 – Premio Gramophone a la Mejor Grabación de Concierto, por su grabación del concierto para piano de Arnold Schoenberg (con Pierre Boulez dirigiendo)[cita requerida]
- 2008 – En abril, La revista BBC Music Magazine la nombró ganadora de los premios Instrumentalista del Año y Disco del Año.[cita requerida]
- 2009 – Fue ascendida a Dama Comendadora de la Orden del Imperio Británico (DBE).[15] En esta ocasión, el premio fue sustantivo,[16] ya que se había convertido en una ciudadana británica.
- 2009 – En junio, fue galardonada con un grado honorario de Doctora en Música (DMus) por la Universidad de Oxford durante la encaenia de 2009.[17]
- 2011 – Premio Grammy a la Mejor Interpretación Instrumental Solista (con orquesta) por su grabación de los Conciertos para Piano n.º 23 K. 488 y n.º 24 K. 491 de Mozart con la Orquesta de Cleveland, que dirigió desde el teclado.[cita requerida]
- 2012 – En mayo, Uchida fue galardonada con la Medalla de Oro de la Royal Philarmonic Society, uno de los más altos honores en la música clásica.[18]
- 2015 – En enero, Uchida fue galardonada con la Medalla de Oro de la Fundación Mozarteum Internacional (Stiftung) de la Universidad Mozarteum de Salzburgo[19]
- 2015 – Praemium Imperiale
- 2017 – Premio Grammy al Mejor Solista Vocal Clásico (como acompañante) con Dorothea Röschmann[20]

## Discografía selecta
- 1989 – Debussy: Estudios n.º 1-12 (Philips).
- 1988 – Mozart: Sonatas para piano completas (Philips).
- 1993 – Mozart: Conciertos para piano completos. Con Jeffrey Tate y Orquesta de Cámara Inglesa (Philips).
- 2012 – Mozart: Conciertos para piano n.º 9 & 21. Con Cleveland Orchestra (Decca).
- 2016 – Mozart: Conciertos para piano n.º 17 & 25 Con Cleveland Orchestra (Decca).
- 2014 – Mozart: Conciertos para piano n.º 18 & 19 Con Cleveland Orchestra (Decca).
- 2010 – Mozart: Conciertos para piano n.º 20 & 27 Con Cleveland Orchestra (Decca).
- 2008 – Mozart: Conciertos para piano n.º 23 & 24. Con Cleveland Orchestra (Decca) Grammy 2011.
- 2004 – Mozart: Sonatas para violín y piano K. 303, K. 304, K. 377 & K. 526. Con Steinberg (Decca).
- 2008 – Mozart & Berg: Serenata K. 361 "Gran partita"; Kammerkonzert. Con Boulez, Tetzlaff (Decca).
- 2013 – Schumann: Waldszenen; Sonata para piano n.º 2; Gesänge der Frühe (Decca).
- 2015 – Schumann & Berg: Liederkreis op. 24; Frauenliebe und Leben; 7 Lieder. Con Röschmann (Decca).
- 1999 – Grandes Pianistas del Siglo XX, Vol. 95 (Philips).